# 莫约德卡尔维
莫约德卡尔维（義大利語：Moio de' Calvi），是意大利贝加莫省的一个市镇。总面积6.17平方公里，人口205人，人口密度33.2人/平方公里（2009年）。国家统计（ISTAT）代码为016136。